# Obrium ruficolle
Obrium ruficolle är en skalbaggsart som beskrevs av Bates 1885. Obrium ruficolle ingår i släktet Obrium och familjen långhorningar.
Artens utbredningsområde är:
- Costa Rica.
- Honduras.
- Nicaragua.

Inga underarter finns listade i Catalogue of Life.